# Phosphen
Phosphene (v. griech. φῶς „Licht“ und φαίνειν „erscheinen“) sind Lichtwahrnehmungen, die nicht durch Licht, sondern durch andere Reize auf das Auge, den Sehnerv oder den visuellen Cortex im Gehirn erzeugt werden.
Phosphene können durch Druck auf den Augapfel erzeugt werden (Druckphosphene), da hierbei die Zellmembranen gedehnt werden und über den folgenden Einstrom von Natriumionen eine Depolarisation erzeugt wird, die als Reiz wahrgenommen wird. Bei der Phosphen-Tonometrie wird aus der Kraft, die zum Erzeugen eines Phosphens notwendig ist, auf den Augeninnendruck geschlossen.
Auch direkte elektrische Reizung oder der Einfluss von elektromagnetischen Feldern können Phosphene erzeugen (Magnetophosphene). Letzteres geschieht zum Beispiel bei der Transkraniellen Magnetstimulation (TMS) und kann zu diagnostischen Untersuchungen genutzt werden.
Phosphene kommen ebenfalls bei krankhaften Veränderungen des Gehirns wie bei Migräneanfällen vor und können als Nebenwirkung von Medikamenten auftreten.
Im 18. Jahrhundert waren zeitweise „Phosphen-Partys“ beliebt, bei denen die Teilnehmer im Kreis saßen, sich an den Händen fassten und durch die Gruppe von einem elektrostatischen Generator gelieferten Strom laufen ließen, um so Phosphenwahrnehmungen zu erleben.